# 고쿠분지정 (가가와현)
고쿠분지정(일본어: 国分寺町)은 일본 가가와현 중앙에 위치했던 정이다. 2006년 1월 10일에 다카마쓰시에 편입되어 소멸했다.

## 역사
- 1955년 3월 20일 - 하시오카촌과 야마노우치촌이 합병해, 고쿠분지정이 성립하였다.
- 2006년 1월 10일 - 다카마쓰시에 편입합병되었다.

## 교통

### 도로
- 다카마쓰 자동차도(일본어판)
- 국도 제11호선
- 국도 제32호선

### 철도
- 시코쿠 여객철도
  - 요산선

## 참고 문헌
- 角川日本地名大辞典編纂委員会, 『角川日本地名大辞典 43 香川県』, 1985, 角川書店